# Bruno Pezzey
Bruno Pezzey (Lauterach, 1956. február 3. – Innsbruck, 1994. december 31.) osztrák válogatott labdarúgó.
A "bodeni tavi Beckenbauer"-nek nevezték. Labdarúgó pályafutását a honi Bregenz am Bodenseeben kezdte. Az 1978-as és az 1982-es világbajnokságok során söprögetőként az osztrák válogatott kimagasló egyéniségeihez tartozott. Cordobában Pezzey kiváló stratégiai érzékkel döntötte el a Németország elleni meccset 3-2-re hazája javára. Az 1978-as világbajnokság után az Eintracht Frankfurt-hoz igazolt, ahol 1980-ban UEFA-kupát nyert, majd 1981-ben a német kupát is elhódították.

## Eredményei
- Vb-mérkőzések: 11
- Vb-gólok: 1
- Válogatott mérkőzések: 84
- Válogatottban szerzett gólok: 9
- Vb-részvétel: 1978, 1982